# Grandville (Oreye)
Pour les articles homonymes, voir Grandville (homonymie).
Grandville (en néerlandais Nederliek, en wallon Grinnveye) est une section de la commune belge d'Oreye située en Région wallonne dans la province de Liège.
C'était une commune à part entière avant la fusion des communes du 2 juillet 1964.

## Démographie
- Sources:INS, Rem:1831 jusqu'en 1970=recensements, 1976= nombre d'habitants au 31 décembre